# 施特拉斯布尔格
施特拉斯布尔格是德国梅克伦堡-前波莫瑞州的一个市镇。总面积86.85平方公里，总人口5303人，其中男性2525人，女性2778人（2011年12月31日），人口密度61人/平方公里。